# Something Big (Shawn Mendes)
Something Big è un singolo del cantante canadese Shawn Mendes, pubblicato nel 2014 ed estratto dall'album Handwritten.
il video ha ottenuto la Certificazione VEVO

## Tracce
1. Something Big – 2:41